# Ángel Sánchez de la Fuente
Ángel Sánchez de la Fuente   (Talavera de la Reina, 1946 - Barcelona, 25 d'octubre de 2024) va ser un periodista espanyol especialitzat en actualitat política.

## Biografia
Nascut a Talavera de la Reina, es va traslladar a Barcelona el 1969 per a estudiar a l'Escola Oficial de Periodisme, on coincidí amb alumnes com Xavier Vinader o Margarita Ledo i professors com Manuel del Arco.
El 1973 entrà a treballar a Diario Femenino, que just un any abans havia passat a anomenar-se DF després que el Grupo Mundo de Sebastián Auger adquirís la publicació amb la idea de convertir-lo en un diari d'informació general. El nom definitiu l'adoptà el 1974: Mundo Diario. Ángel Sánchez hi entrà formant part a la secció de política, on començà a despuntar amb els seus articles en un apartat anomenat «Polémica», on recollia el que es publicava a la premsa del moment i creava un relat trepidant i esmolat, reflex de l'efervescència política i periodística dels anys 1970. Aquest estil punyent i alhora rigorós el va acompanyar la resta de la seva carrera professional. A Mundo Diario, dirigit llavors per Ramon Solanes, coincidí amb altres joves professionals com Ramon Miravitllas, Rosa Maria Piñol, Julián Lago, Àngel Casas, Mari Ángelez López, Jordi Capdevila, Carles Pastor o Maria Eugènia Ibáñez.
En unes pràctiques a El Adelanto de Salamanca conegué Mirentxu Purroy, on exercia de redactora i amb qui va col·laborar més tard en la creació de Punto y Hora de Euskal Herria (1976). Del 1977 al 1982 també treballà a El Jueves com a subdirector, signant nombroses columnes de sàtira política sota noms diversos, com «Ángel de la Font».
L'estiu del 1978 entrà a formar part de l'equip fundacional d'El Periódico de Catalunya com a cap de secció de la mà d'Antonio Franco, que poc abans s'havia incorporat a la redacció de Mundo Diario. Del seu fugaç pas pel rotatiu d'Auger, Franco s'endugué al nou projecte tota la secció de política, fruit de l'encàrrec que l'editor Antonio Asensio li havia fet: crear un «diari popular, progressista i plural». Així doncs, Sebastián Serrano, Xavier Campreciós i Enric Sala acompanyaren Sánchez en el repte de crear un diari de zero des de la secció d'«España política». Al 1982 Franco va abandonar El Periódico per dirigir l'edició de Catalunya dEl País, i Ginés Vivancos el va substituir. Enrique Arias passà a ser director adjunt i Ángel Sánchez redactor en cap fins que, al 1985, Vivancos plegè i Arias i Sánchez passaren a dirigir el diari, amb Sebastián Serrano de redactor en cap. Amb el retorn de Franco el 1988, Ángel Sánchez va passar a desenvolupar tasques de subdirecció fins que al 2006 es va jubilar. Durant anys va bolcar a «El retrato»', peça diària publicada a la secció d'opinió, el capital documental recollit en un extens arxiu personal prou conegut entre els companys de professió.

## Obra publicada
- 1977. Diccionario de los partidos políticos. Barcelona. Dopesa.
- 1985. Diez años sin Franco. Desatado y bien desatado. Barcelona. El Periódico de Catalunya. Diversos autors.
- 1995. Quién es quién en la democracia española. Barcelona. Flor del Viento Ediciones.
- 2008. Óscar. El humor de la calle. Barcelona. El Jueves Ediciones